# Enneadesmus sculptifrons
Enneadesmus sculptifrons är en skalbaggsart som beskrevs av Pierre Lesne 1905. Enneadesmus sculptifrons ingår i släktet Enneadesmus och familjen kapuschongbaggar. Inga underarter finns listade i Catalogue of Life.